# فيمباي موتينهيري
فيمباي موتينهيري (بالإنجليزية: Vimbai Mutinhiri)‏، هي مُمثلة وعارضة أزياء وشخصية تلفزيونية زيمبابوية.

## طفولتها
وُلدت فيمباي موتينهيري في هراري عاصمة زيمبابوي يوم 18 فبراير 1987، ثُم انتقلت رُفقة عائلتها للعيش في بلغراد عاصمة صربيا، بعدها انتقلت للعيش في جوهانسبرغ في جنوب أفريقيا. فيمباي موتينهيري هي الأصغر من بين أربعة إخوة، اثنان منهُم وُزراء في حُكومة زيمبابوي.

## روابط خارجية
فيمباي موتينهيري على موقع IMDb (الإنجليزية)